# Дамба-Доржо Заяєв
Пандіто Хамбо-лама I Дамба-Доржо Заяєв (Дамба-Даржан Заяєв, 1710–1776) — бурятський релігійний діяч, перший голова буддистів Східного Сибіру в 1764—1776 роках.
Перший бурятський лама, який отримав повну класичну буддійську освіту в Тибеті. Розповсюджувач буддизму в Бурятії, засновник Цонгольского дацану.

## Біографія
Народився в 1710 році на східному березі річки Чикой, біля підніжжя гори Хуугтей-Хаан, в родині сонгольського нойона Зая Сахулакова. У 1725 році відправився в Улан-Батор, потім в Пекін і через прикордонне місто Сінін — в Тибет. Дорогою до Лхаси здійснив паломництво до місця народження Цонкапи в Кумбумі.
З 1734 року впродовж семи років навчався на факультеті Гоман-дацан монастиря-університету Палден Дрепунг, одного з трьох великих монастирів школи Гелуг. Отримав обітниці бгікшу від Панчен-лами Лобсана Еше. У 20-річному віці отримав обітниці бгікшу від Далай-лами VII Келсанга Г'яцо. Досконало оволодівши знаннями «10 буддійських наук», у віці 25 років успішно склав іспити на ступінь геше (бур. гэбшэ) — «доктора буддійської філософії». У 1732 році повернувся на малу батьківщину.
У 1741 році удостоєний аудієнції імператриці Єлизавети Петрівни, яка дала офіційну згоду на його прохання дозволити вільно поширювати буддизм серед бурятів. У 1757 році став настоятелем (ширеете) Цонгольського (Хілгантуйського) дацану.
Під час царювання Катерини II, 22 червня 1764 року, за клопотанням нойонів Селенгинских родів, вийшов указ Прикордонної канцелярії про затвердження Дамба-Доржо Заяєва на посаді «Головного Пандіто Хамбо-лами всіх буддистів, що мешкають на південній стороні Байкалу» і головного над усіма ширеете Селенгинських дацанів.
У 1767 році він був одним з членів комісії, скликаної Катериною II для розробки проекту нових законів Російської імперії. У 1775 році взяв участь в складанні Селенгинського укладу, одного з перших документів звичаєвого права.
У період правління Д.-Д. Заяєва були побудовані 10 великих і 6 малих дацанів. Найбільший з них — резиденція Пандіто Хамбо-лами Цонгольскій дацан «Балдан Брайбун», названий на честь тибетського монастиря Палден Дрепунг.
Помер в 1776 році в місцевості Талин Харгана поблизу міста Новоселенгинська.

## Пам'ять
У 2008 році в місцевості Талин Харгана, що знаходиться в Селенгинському районі Бурятії, на відстані 7 км на північ від селища Новоселенгинська, поблизу автодорогт А340 встановлена ступа, присвячена першому Пандіто Хамбо-ламі . Створюється великий буддійський комплекс. У 2012 році, за підтримки президента Росії В. В. Путіна, розпочато зведення храму — Дацана Білої Тари (бур. Цаган Дара Эхэ) Ацайського дацану.